# James Joyce (traghetto)
Il James Joyce è un traghetto appartenente alla compagnia di navigazione irlandese Irish Ferries.

## Servizio
Varato e battezzato il 23 novembre 2006 nel cantiere navale Aker Finnyard di Helsinki con il nome di Star e consegnato il 10 aprile 2007 alla Tallink, prende servizio il 12 aprile successivo nei collegamenti tra Helsinki e Tallinn.

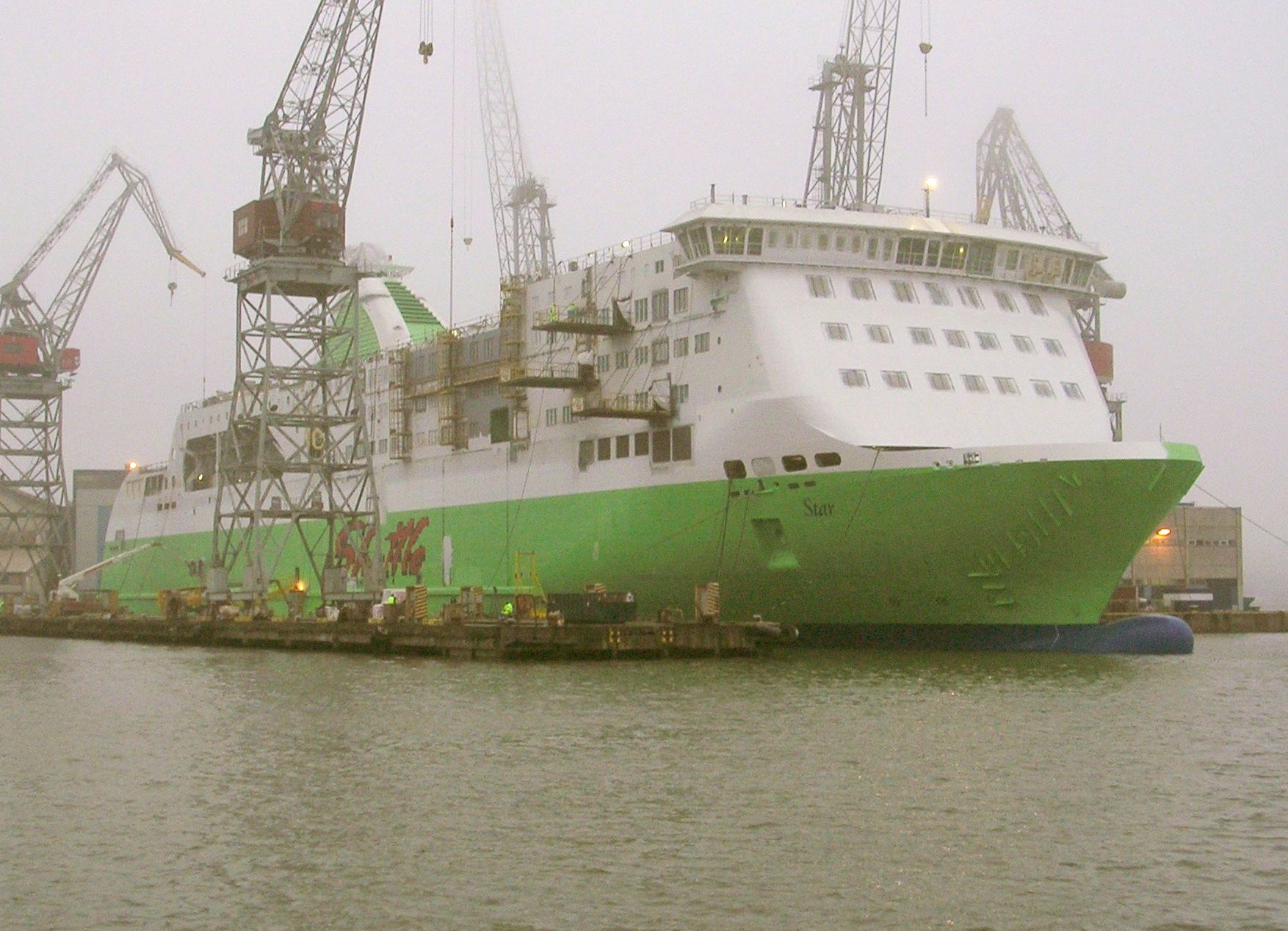
Lo Star in costruzione nel 2006.

Il 12 dicembre 2013, durante la sosta ad Helsinki, crolla il ponte auto sopraelevato nel garage del traghetto durante l'imbarco, danneggiando i veicoli presenti nelle vicinanze della rampa. Tuttavia, il danno viene immediatamente isolato ed il traghetto riesce a partire per Tallinn.

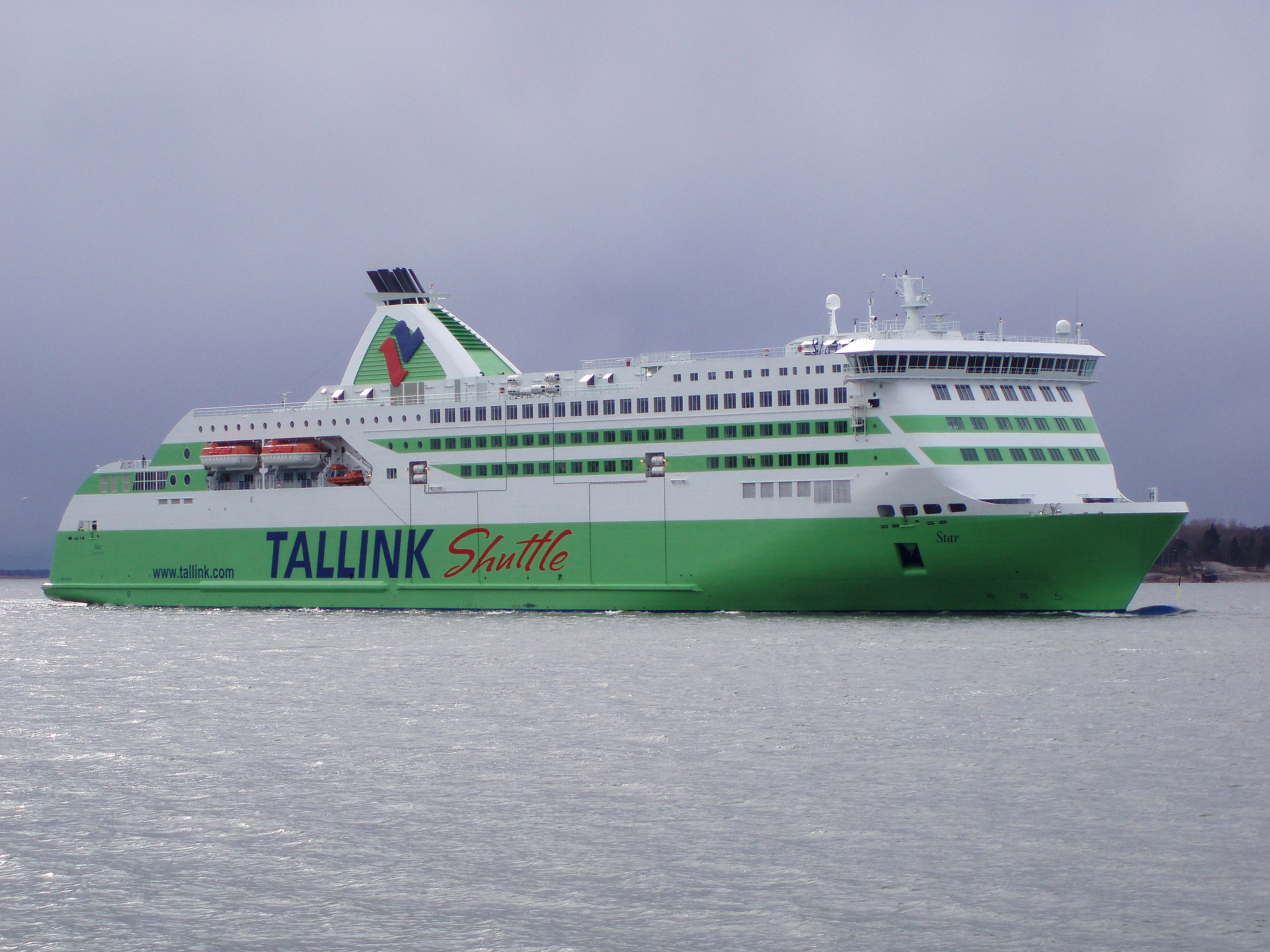
Lo Star in arrivo ad Helsinki nel 2007.

Nel 2017 viene sottoposto a lavori di ammodernamento.
Il 18 marzo 2020 viene disarmato a Tallinn in seguito alla chiusura delle frontiere a causa della pandemia di COVID-19.
Dal 19 marzo 2020 torna in servizio, operando sulla linea merci tra Tallinn, Paldiski e Sassnitz per conto del Ministero dell'Economia estone.
Dal 14 maggio torna regolarmente in servizio sulla Helsinki-Tallinn.

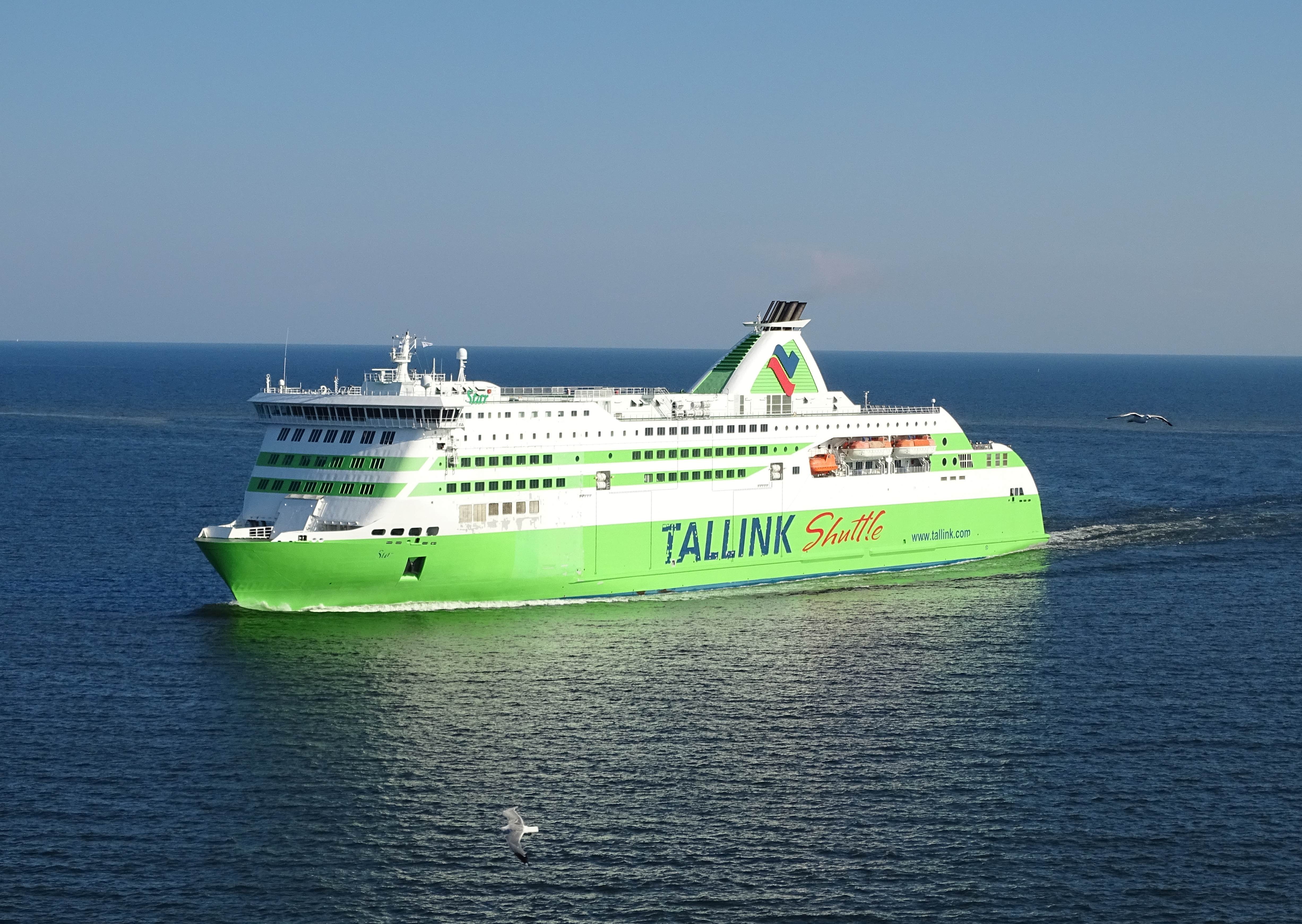
Lo Star in navigazione verso Helsinki nel 2018.

Il 6 aprile 2023 viene siglato un accordo di noleggio di due anni con opzione d'acquisto tra la Tallink e la Irish Ferries.
Terminato quindi il servizio per Tallink il 1º maggio, viene ribattezzato Oscar Wilde quattro giorni dopo ed il 9 maggio salpa per Cherbourg, dove giunge il 13 maggio ed esegue le prove di ormeggio.
Dal 30 maggio 2023 prende ufficialmente servizio nei collegamenti tra Pembroke e Rosslare.
Dal 10 febbraio 2004 prende servizio nei collegamenti tra Dublino e Holyhead, operando saltuariamente anche sulla Dublino-Cherbourg.
Dal 3 giugno 2024 torna ad operare nei collegamenti tra Rosslare e Pembroke.
Il 10 giugno 2024 viene ribattezzato James Joyce.
Dal 7 luglio 2024 torna ad operare nei collegamenti tra Holyhead, Dublino e Cherbourg.
Dal 12 dicembre 2024 al 15 gennaio 2025 opera sulla Rosslare-Pembroke. Il giorno stesso termina il servizio per Irish Ferries, facendo ritorno alla Tallink.
Il 27 gennaio 2025 giunge a Tallin ed il giorno dopo viene ribattezzato Star I. Dal 9 febbraio torna in servizio per Tallink sulla Paldiski-Kappelskär.
Il 2 aprile 2025 ne viene annunciata la cessione alla Irish Ferries e l'11 aprile viene disarmato a Tallinn, venendo sostituito dal Superfast IX.
Il 15 aprile 2025 viene consegnato alla Irish Ferries e di nuovo ribattezzato James Joyce.
Il 19 aprile salpa da Tallinn per Odense, dove giunge il 21 aprile e, trasferito in cantiere, viene sottoposto ai propedeutici lavori di adeguamento al nuovo servizio. Il 27 aprile salpa per il Rosslare Europort, dove giunge il 1º maggio. Il 5 maggio prende servizio nei collegamenti tra Dublino e Holyhead in sostituzione dell'Isle of Inisheer.